# Dacnusa lomnickii
Dacnusa lomnickii är en stekelart som först beskrevs av Niezabitowski 1910.  Dacnusa lomnickii ingår i släktet Dacnusa och familjen bracksteklar. Inga underarter finns listade i Catalogue of Life.